# Heligmonevra debilis
Heligmonevra debilis är en tvåvingeart som först beskrevs av Walker 1857.  Heligmonevra debilis ingår i släktet Heligmonevra och familjen rovflugor. Inga underarter finns listade i Catalogue of Life.